# Beulah (Dakota del Nord)
Beulah és una població dels Estats Units a l'estat de Dakota del Nord. Segons el cens del 2000 tenia 3.152 habitants.

## Demografia
Segons el cens del 2000, Beulah tenia 3.152 habitants, 1.213 habitatges, i 851 famílies. La densitat de població era de 505 hab./km².
Dels 1.213 habitatges en un 39,9% hi vivien nens de menys de 18 anys, en un 61% hi vivien parelles casades, en un 6,8% dones solteres, i en un 29,8% no eren unitats familiars. En el 27,8% dels habitatges hi vivien persones soles el 12,9% de les quals corresponia a persones de 65 anys o més que vivien soles. El nombre mitjà de persones vivint en cada habitatge era de 2,53 i el nombre mitjà de persones que vivien en cada família era de 3,09.
Per edats la població es repartia de la següent manera: un 30,6% tenia menys de 18 anys, un 4,1% entre 18 i 24, un 27,9% entre 25 i 44, un 22,5% de 45 a 60 i un 14,9% 65 anys o més.
L'edat mediana era de 39 anys. Per cada 100 dones de 18 o més anys hi havia 94,1 homes.
La renda mediana per habitatge era de 45.256 $ i la renda mediana per família de 54.700 $. Els homes tenien una renda mediana de 50.870 $ mentre que les dones 20.792 $. La renda per capita de la població era de 18.614 $. Entorn del 5,3% de les famílies i el 7,8% de la població estaven per davall del llindar de pobresa.

## Poblacions més properes
El següent diagrama mostra les poblacions més properes.